# Weiße Sonne der Wüste

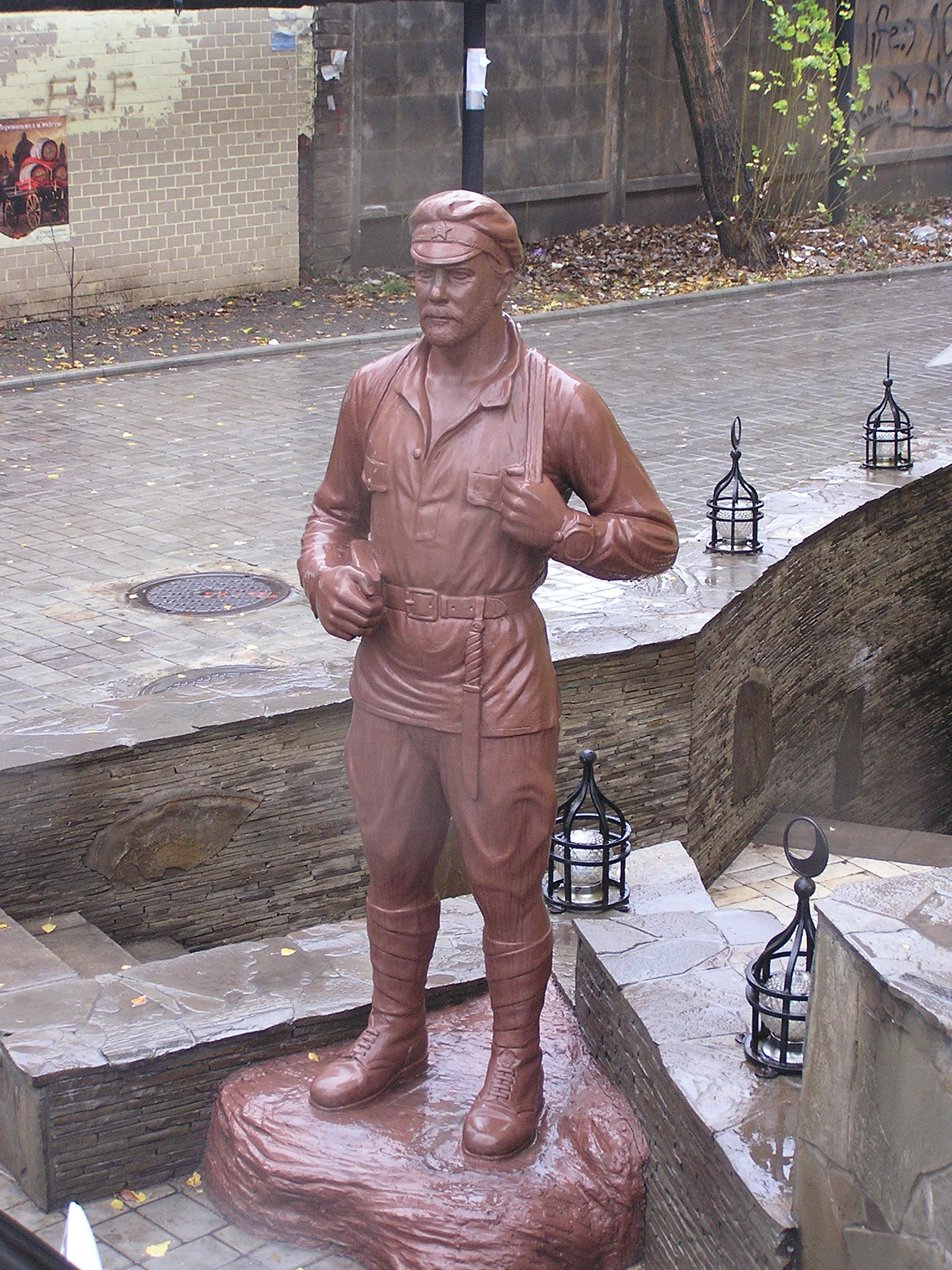
Denkmal für Fjodor Suchow in Donezk

Weiße Sonne der Wüste ist ein sowjetischer Film von Wladimir Jakowlewitsch Motyl aus dem Jahr 1969. Der von Mosfilm produzierte Streifen zählt zu den Klassikern des sowjetischen Kinos. Bis heute genießt der Film Kultstatus und zahlreiche Zitate gingen in den russischen Sprachschatz ein.

## Handlung
Der Film spielt an der Ostküste des Kaspischen Meeres, in Turkestan, wo der Rotarmist Suchow am Russischen Bürgerkrieg teilgenommen hat. Nachdem der Krieg zu Ende ist, beschließt Suchow, in seine Heimatstadt Samara zurückzukehren. Aber auf dem Heimweg erhält Suchow noch eine Aufgabe: Er muss sich um neun befreite Haremsdamen kümmern. In einem kleinen Küstenort verschanzt er sich mit den Frauen im örtlichen Museum und erwartet den Angriff ihres früheren Besitzers, des Banditen Abdullah. Beim Showdown gegen dessen vielköpfige Bande unterstützen Suchow der heruntergekommene zaristische Zollbeamte Wereschtschagin und der schweigsame Nomade Said.

## Rezeption
Seitdem eine russische Weltraum-Crew nach dem Unglück von Sojus 11 den Film gesehen hat und erfolgreich gestartet ist, gehört der Film zum Pflichtprogramm aller Kosmonauten vor ihrem Abflug ins Weltall. Ursprünglich diente der Film den Kosmonauten als Beispiel für die Kameratechnik, fürs eigene Filmen im All, wurde aber zum Glücksbringer.